# Clã Matsudaira
O clã Matsudaira (松平氏, Matsudaira-shi) foi um clã do Japão de samurais que alegavam descendência do clã Minamoto. Originou-se na vila de Matsudaira e tomou seu nome, na província de Mikawa (atual Prefeitura de Aichi). Durante a história, o clã produziu diversos ramos, a maioria deles situados no entorno de Mikawa. No século XVI, a linhagem principal dos Matsudaira experimentou uma ascensão meteórica com Matsudaira Motoyasu, que mudou depois seu nome para Tokugawa Ieyasu e se tornou o primeiro xogun Tokugawa. A linhagem de Ieyasu originou o clã Tokugawa; contudo, os ramos mantiveram o sobrenome Matsudaira. Outros ramos surgiram nas décadas após Ieyasu, mantendo o nome Matsudaira. Muitos deles tinham estatuto de daimyo.
Depois da Restauração Meiji e da abolição do sistema han, os clãs Matsudaira e Tokugawa foram incorporados à nova nobreza. Muitos membros da família Matsudaira até hoje são importantes na sociedade japonesa.

## Origens
O clã Matsudaira originou-se na província de Mikawa. Suas origens são incertas, mas na era Sengoku, o clã reclamou descendência do ramo medieval Seiwa Genji do clã Minamoto. Assim, o fundador da linhagem seria Matsudaira Chikauji, que viveu no século XIV e se estabeleceu em Mikawa, na vila de Matsudaira.

## Período Sengoku

### Poder pequeno entre vizinhos maiores
No seu território em Mikawa, o clã Matsudaira era rodeado de vizinhos mais poderosos. A oeste se localizava o território do clã Oda da província de Owari; a leste, o clã Imagawa de Suruga. Cada geração Matsudaira tinha de negociar cuidadosamente suas relações com esses vizinhos.

### Ramos do clã Matsudaira

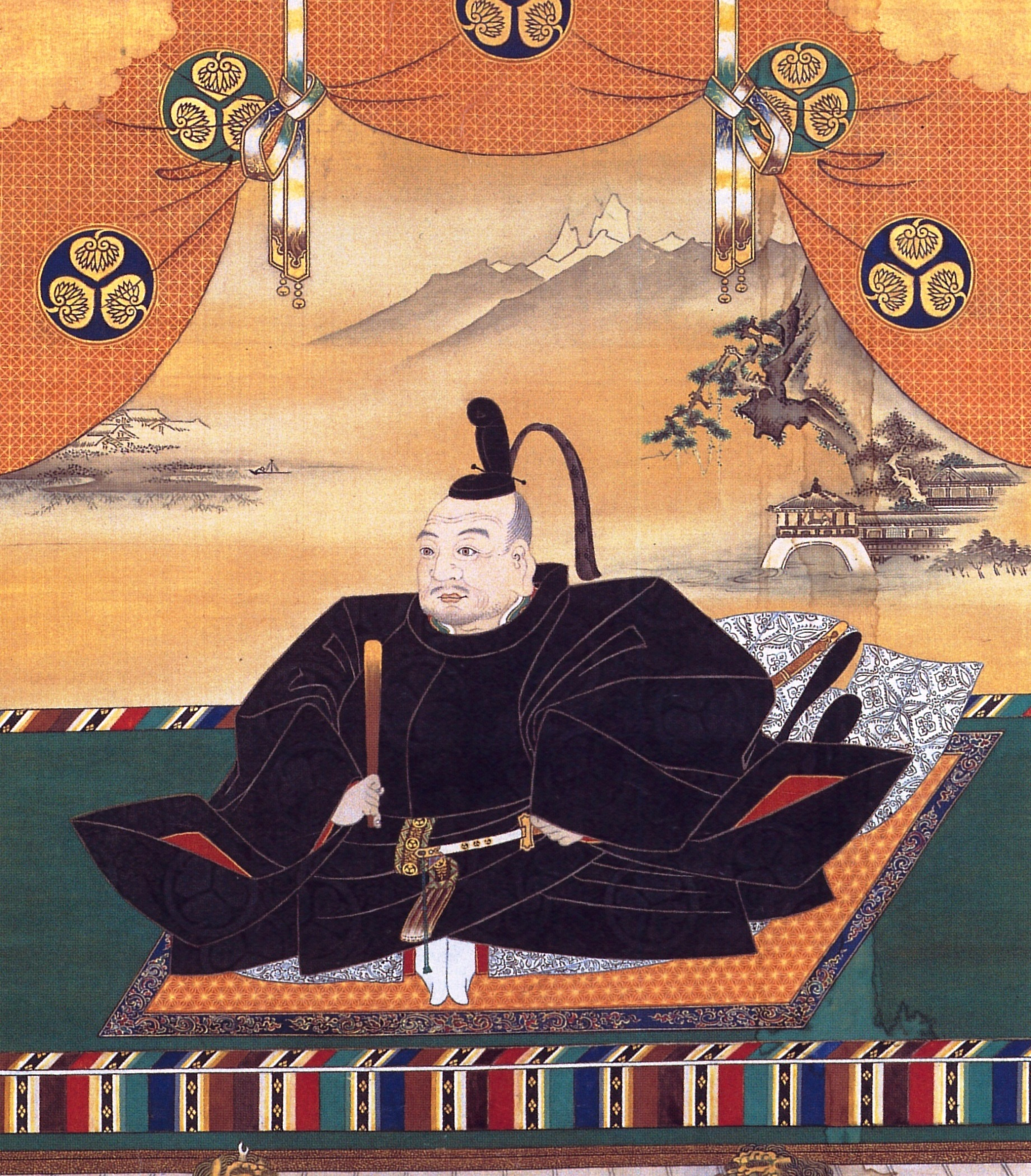
Tokugawa Ieyasu, anteriormente Matsudaira Motoyasu

Antes do Período Edo, existiam 19 ramos maiores do clã Matsudaira: Takenoya (竹谷), Katanohara (形原), Ōgusa (大草), Nagasawa (長沢), Nōmi (能見), Goi (五井), Fukōzu (深溝), Ogyū (大給), Takiwaki (滝脇), Fukama (福釜), Sakurai (桜井), Tōjō (東条), Fujii (藤井), Mitsugi (三木), Iwatsu (岩津), Nishi-Fukama (西福釜), Yata (矢田), Udono (鵜殿) e Kaga (加賀). Cada ramo (exceto os Kaga-Matsudaira, realocados para a província de Kaga) recebeu seu nome de sua respectiva região em Mikawa. Alem disso, vários ramos lutaram uns contra os outros.

### Os Matsudaira de Okazaki
Era a principal linhagem do clã vivendo no Castelo de Okazaki que atingiu seu topo na era Sengoku. À chefia de Matsudaira Hirotada, foi ameaçado pelos clãs Oda e Imagawa, e por um tempo foi forçado a servir aos Imagawa. Após a morte de Imagawa Yoshimoto e a queda do poder do clã Imagawa, o filho de Hirotada, Matsudaira Motoyasu, conseguiu formar uma aliança com Oda Nobunaga, que detinha a hegemonia em Owari. Motoyasu é mais conhecido como Tokugawa Ieyasu, que veio a ser o primeiro xogun Tokugawa em 1603.

## Ramos do clã e uso do sobrenome

### Ramos pré-Edo
Alguns ramos pré-Edo sobreviveram durante o Período Edo; alguns se tornaram daimyo. A família Takiwaki-Matsudaira foi daimyo do Domínio de Ojima e, entre 1868 e 1871, governou o domínio de Sakurai. Os Nagasawa-Matsudaira, também conhecidos como Ōkōchi-Matsudaira, tinham alguns ramos, sendo que um deles governou o Domínio de Yoshida em Mikawa  Um proeminente Nagasawa-Matsudaira foi o político Matsudaira Nobutsuna do início do Período Edo. Os Fukōzu-Matsudaira mantinham o Domínio de Shimabara. Os Sakurai-Matsudaira mandaram no Domínio de Amagasaki. Os Ogyū-Matsudaira tinham vários ramos, sendo que um deles governou o domínio de Okutono. Nagai Naoyuki foi um proeminente descendente dos Ogyū-Matsudaira de Okutono durante o Bakumatsu. Outros ramos pré-Edo da família se tornaram hatamoto.

### Ramos Tokugawa e o sobrenome Matsudaira
O sobrenome Tokugawa não era dado a todos os filhos do xogun ou chefes dos seis maiores ramos Tokugawa. Só o herdeiro recebia o nome Tokugawa, enquanto os demais recebiam o nome Matsudaira. Por exemplo, o último xogun Tokugawa Yoshinobu não era o primeiro herdeiro do seu pai (Tokugawa Nariaki de Mito). Consequentemente, Yoshinobu era conhecido como Matsudaira Shichirōma antes da maioridade. Alguns desses filhos, sobretudo os três ramos principais (os Gosanke), formaram suas próprias famílias e receberam seus próprios feudos. Esses incluíam Takamatsu, Shishido,, Fuchū, e Moriyama (ramos dos Mito Tokugawa); Saijō (um ramo dos Kii Tokugawa); e Takasu (um ramo dos Owari Tokugawa). Notáveis Matsudaira desses ramos incluem Matsudaira Yoritoshi de Takamatsu e Matsudaira Yoritaka de Fuchū. Yoritsune Matsudaira e seu filho Yoriaki Matsudaira, que foram compositores do século XX, eram descendentes dos Matsudaira de Fuchū.

### Clã Yūki-Matsudaira (Echizen)

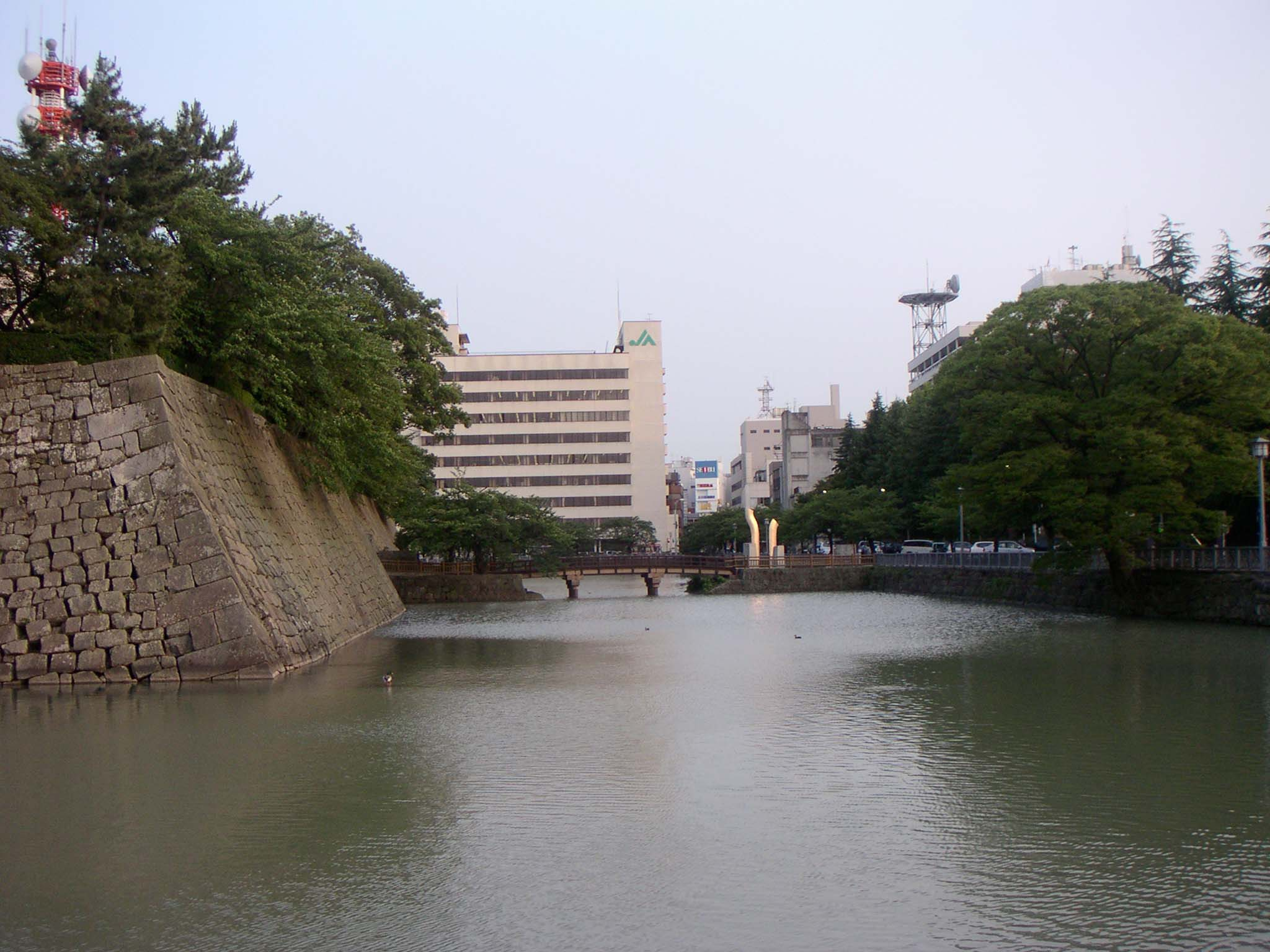
Ponte no Castelo de Fukui

O clã Yūki-Matsudaira foi fundado por um filho de Tokugawa Ieyasu, Yūki Hideyasu. Surgiram alguns ramos dos Yūki-Matsudaira durante a era Edo. Embora os Yūki-Matsudaira controlassem Kitanoshō (depois renomeada Fukui), a principal linhagem Yūki não estava lá, mas sim em Tsuyama. Ramos da família governaram os domínios de Fukui, Hirose, Mori, Matsue, Tsuyama, Akashi, Itoigawa e Maebashi. Yūki-Matsudaira famosos incluem Matsudaira Naritami e Matsudaira Yoshinaga, dois daimyo do Bakumatsu. Matsudaira Yoshinaga em particular foi importante para a política do Japão do início do Período Meiji, e sua liderança colocou o domínio de Fukui do lado vencedor da Guerra Boshin (1868-69).

### Clã Hisamitsu-Matsudaira

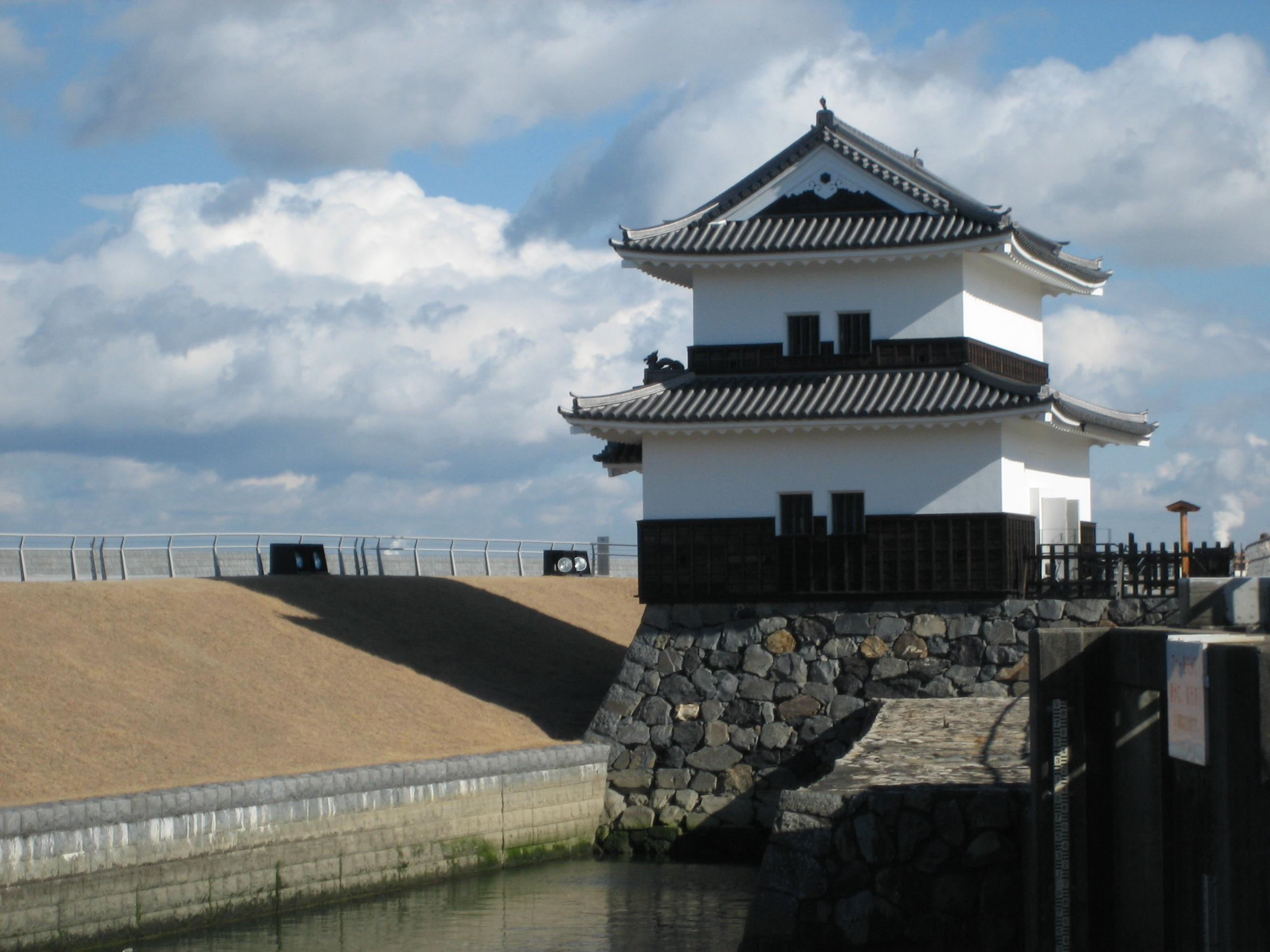
Rebuilt turret of Kuwana Castle

O clã Hisamitsu-Matsudaira foi fundado pelo meio-irmão de Tokugawa Ieyasu, Hisamitsu Sadakatsu. Devido à relação próxima com Ieyasu, Sadakatsu podia usar o sobrenome Matsudaira. Alguns ramos dos Hisamatsu-Matsudaira podiam também utilizar o símbolo da família Tokugawa, assim como serem formalmente reconhecidos como parentes dos Tokugawa  (shinpan), em vez de serem simplesmente uma família fudai. Ramos dos Hisamitsu-Matsudaira governaram os domínios de Kuwana, Imabari, e Iyo-Matsuyama. Hisamitsu-Matsudaira famosos incluem o reformador político Matsudaira Sadanobu, o último Kyoto Shoshidai Matsudaira Sadaaki, e o político xogunal Itakura Katsukiyo. Na era Meiji, os chefes de todos os ramos Hisamitsu receberam títulos na nova nobreza.

### Clã Ochi-Matsudaira

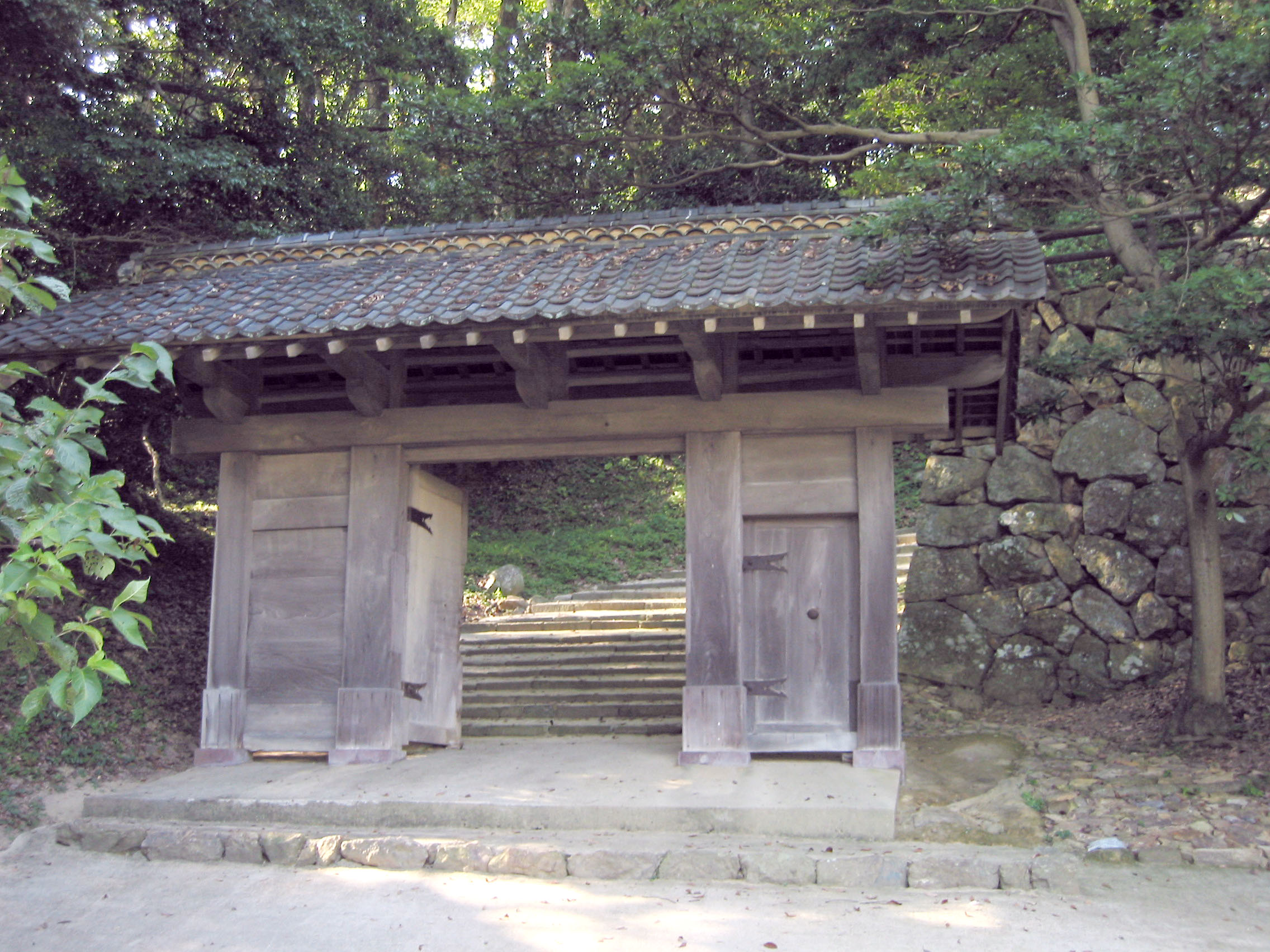
Portão do Castelo de Hamada

O clã Ochi-Matsudaira foi fundado por Matsudaira Kiyotake, irmão mais novo do 6º xogun Tokugawa Ienobu. Os Ochi-Matsudaira governaram o domínio de Hamada. A família perdeu quase todo o seu território em 1866, quando o castelo foi ocupado por forças do domínio de Chōshū sob o comando de Ōmura Masujirō durante a Guerra Chōshū. Matsudaira Takeakira, o último daimyo, escapou de Hamada e foi a Tsuruta, um dos territórios não contíguos ao domínio; lá ele formou o domínio de Tsuruta, que existiu até a abolição dos domínios em 1871. Na era Meiji, o filho de Takeakira, Matsudaira (Ochi) Takenaga recebeu o título de visconde.

### Clã Hoshina-Matsudaira (Aizu)

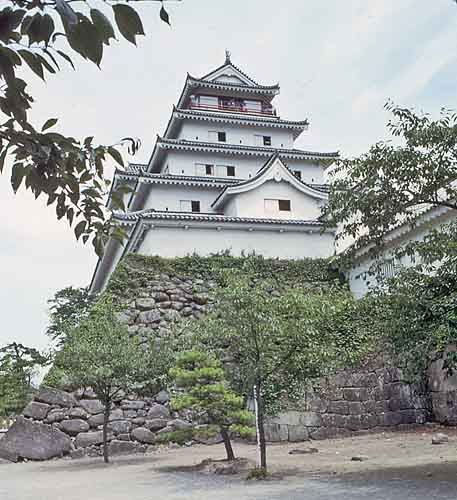
Castelo de Aizu-Wakamatsu

O clã Hoshina-Matsudaira foi fundado por Hoshina Masayuki. Masayuki, um filho do segundo xogun Tokugawa Hidetada, foi adotado por Hoshina Masamitsu, senhor do domínio de Takatō. Masayuki foi reconhecido como parente da família Tokugawa por seu meio-irmão Tokugawa Iemitsu; após a morte de Iemitsu, Masayuki serviu como regente do seu sobrinho, o xogun Tokugawa Ietsuna, até este atingir a maioridade, assim efetivamente governando o xogunato. Foi nessa época que Masayuki recebeu o feudo de Aizu (receita de 230000 koku). Duas gerações depois, durante a chefia do terceiro senhor Masakata, a família foi autorizada a usar o sobrenome Matsudaira e seu símbolo. A família se manteve proeminente nas tarefas do xogunato e da manutenção da segurança em Ezo (Hokkaido). Também patrocinou várias escolas de artes marciais, assim como trabalhou pela melhoria dos ofícios locais. No Período Bakumatsu, o oitavo senhor Matsudaira Katataka ajudou nos deveres de segurança durante e após a visita dos navios de Matthew C. Perry; o sucessor de Katataka, o nono senhor Matsudaira Katamori serviu como Kyoto Shugoshoku (Protetor de Kyoto), mas seu clã logo seria derrotado na Guerra Boshin. Os Aizu-Matsudaira sobreviveram à Restauração Meiji e receberam o título de visconde. O filho de Katamori, Matsudaira Morio, serviu à Marinha Imperial do Japão. A família sobrevive até hoje. Isao Matsudaira, que foi governador da prefeitura de Fukushima na década de 1980, era descendente do clã. Princesa Chichibu Setsuko, mulher do irmão do Imperador Hirohito, Príncipe Chichibu Yasuhito, foi outra.

### Matsudaira como um honorífico
Pelo curso do Período Edo, o xogunato Tokugawa concedeu o uso do nome Matsudaira a algumas famílias como título honorífico, incluindo famílias tanto fudai como tozama daimyo. O clã Date de Sendai,o clã Shimazu de Satsuma, o clã Mōri de Choshu, o clã Maeda de Kaga (e seus ramos em Daishōji e Toyama), o clã Yamanouchi de Tosa, o clã Kuroda de Fukuoka, o clã Asano de Hiroshima (e seu ramo em Hiroshima-shinden), o clã Nabeshima de Saga, o clã Ikeda de Tottori (assim como seus ramos em Okayama, Shikano, Wakazakura e Hirafuku, bem como os hatamoto Ikeda) e o clã Hachisuka de Tokushima foram famílias tozama que usaram o nome Matsudaira. O clã Yanagisawa de Yamato e o clã Honjō de Miyazu foram duas famílias fudai entre as que tiveram o direito ao uso do sobrenome Matsudaira. Alem disso, se uma princesa Tokugawa se casasse com outra família, seu marido recebia o direito de usar o nome Matsudaira e o símbolo Tokugawa por uma geração.

### Matsudaira na atualidade
Matsudaira proeminentes dos dias atuais incluem Matsudaira Ryūmon (ator) e Matsudaira Sadatomo (âncora da NHK), entre outros.

## Genealogias

### Linha principal (xogun Tokugawa)
| - Serata Arichika - Matsudaira Chikauji - Matsudaira Yasuuji - Matsudaira Nobumitsu - Matsudaira Chikatada (1431-1501) - Matsudaira Nagachika (1473-1544) - Matsudaira Nobutada (1486-1531) - Matsudaira Kiyoyasu (1511-1535) - Matsudaira Hirotada (1526-1549) | - Tokugawa Ieyasu (1543-1616) - Tokugawa Hidetada (1579-1632) - Tokugawa Iemitsu (1604-1651) - Tokugawa Ietsuna (1641-1680) - Tokugawa Tsunayoshi (1646-1709) - Tokugawa Ienobu (1662-1712) - Tokugawa Ietsugu (1709-1716) - Tokugawa Yoshimune (1684-1751) - Tokugawa Ieshige (1712-1761) | - Tokugawa Ieharu (1737-1786) - Tokugawa Ienari (1773-1841) - Tokugawa Ieyoshi (1793-1853) - Tokugawa Iesada (1824-1858) - Tokugawa Iemochi (1846-1866) - Tokugawa Yoshinobu (1837-1913) - Tokugawa Iesato (1863-1940) - Tokugawa Iemasa (1884-1963) - Tokugawa Tsunenari (1940-) |  |

### Clã Hoshina-Matsudaira (Aizu)
| - Hoshina Masayuki (1611-1673) - Hoshina Masatsune (1647-1681) - Matsudaira Masakata (1669-1731) - Matsudaira Katasada (1724-1750) - Matsudaira Katanobu (1744-1805) | - Matsudaira Kataoki (1779-1806) - Matsudaira Katahiro (1803-1822) - Matsudaira Katataka (1806-1852) - Matsudaira Katamori (1836-1893) - Matsudaira Nobunori (1855-1891) | - Matsudaira Kataharu (1869-1910) - Matsudaira Morio (1878-1944) - Matsudaira Morisada (1926-) - Matsudaira Morihisa |  |

### Clã Yūki-Matsudaira (Echizen)
| - Yūki Hideyasu (1574-1607) - Matsudaira Tadanao (1595-1650) - Matsudaira Tadamasa (1598-1645) - Matsudaira Mitsumichi (1636-1674) - Matsudaira Masachika (1640-1711) - Matsudaira Tsunamasa (1661-1699) | - Yoshinori (the former Masachika) - Matsudaira Yoshikuni (1681-1722) - Matsudaira Munemasa (1675-1724) - Matsudaira Munenori (1715-1749) - Matsudaira Shigemasa (1743-1758) - Matsudaira Shigetomi (1748-1809) | - Matsudaira Haruyoshi (1768-1826) - Matsudaira Naritsugu (1811-1835) - Matsudaira Narisawa (1820-1838) - Matsudaira Yoshinaga (1828-1890) - Matsudaira Mochiaki (1836-1890) |  |

### Clã Ochi-Matsudaira (Hamada)
| - Matsudaira Kiyotake (1663-1724) - Matsudaira Takemasa (1702-1728) - Matsudaira Takemoto (1714-1779) | - Matsudaira Takehiro (1754-1789) - Matsudaira Nariatsu (1783-1839) - Matsudaira Takeoki (1827-1842) | - Matsudaira Takeshige (1825-1847) - Matsudaira Takeakira (1842-1882) - Matsudaira Takenaga |  |

### Clã Hisamitsu-Matsudaira (Kuwana)
| - Matsudaira Sadatsuna (1592-1652) - Matsudaira Sadayoshi (1632-1657) - Matsudaira Sadashige (1644-1717) - Matsudaira Sadamichi (1677-1718) - Matsudaira Sadateru (1704-1725) | - Matsudaira Sadanori (1680-1727) - Matsudaira Sadayoshi (1709-1770) - Matsudaira Sadakuni (1720-1790) - Matsudaira Sadanobu (1759-1829) - Matsudaira Sadanaga (1791-1838) | - Matsudaira Sadakazu (1812-1841) - Matsudaira Sadamichi (1831-1859) - Matsudaira Sadaaki (1847-1908) - Matsudaira Sadanori (1857-1899) |  |

### Clã Ogyū-Matsudaira (Okutono)
| - Matsudaira Sanetsugu - Matsudaira Noritsugu (1632-1687) - Matsudaira Norinari (1658-1703) - Matsudaira Norizane (1686-1716) | - Matsudaira Mitsunori (1716-1742) - Matsudaira Noriyasu (1739-1783) - Matsudaira Noritomo (1760-1824) - Matsudaira Noritada (1777-1818) | - Matsudaira Noriyoshi (1791-1827) - Matsudaira Noritoshi (1811-1854) - Matsudaira Norikata (1839-1910) - Matsudaira Noritake |  |

## Galeria

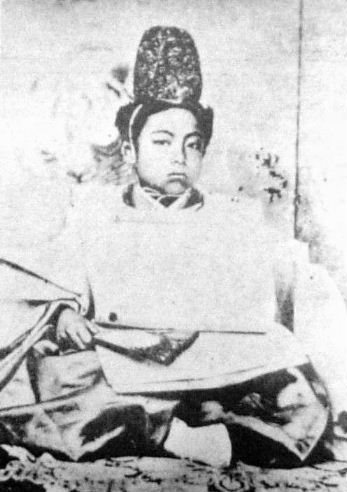
Matsudaira Shichirōma, futuro Tokugawa Yoshinobu
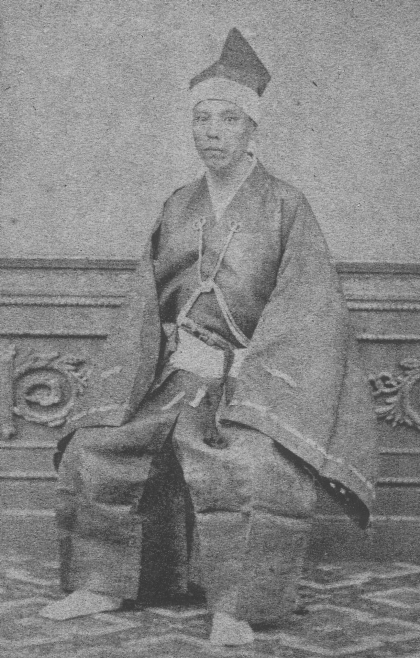
Matsudaira Mochiaki, último senhor de Fukui
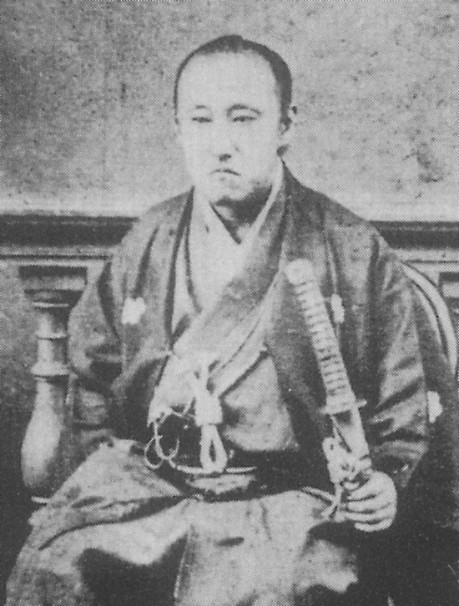
Matsudaira Sadayasu, último senhor de Matsue
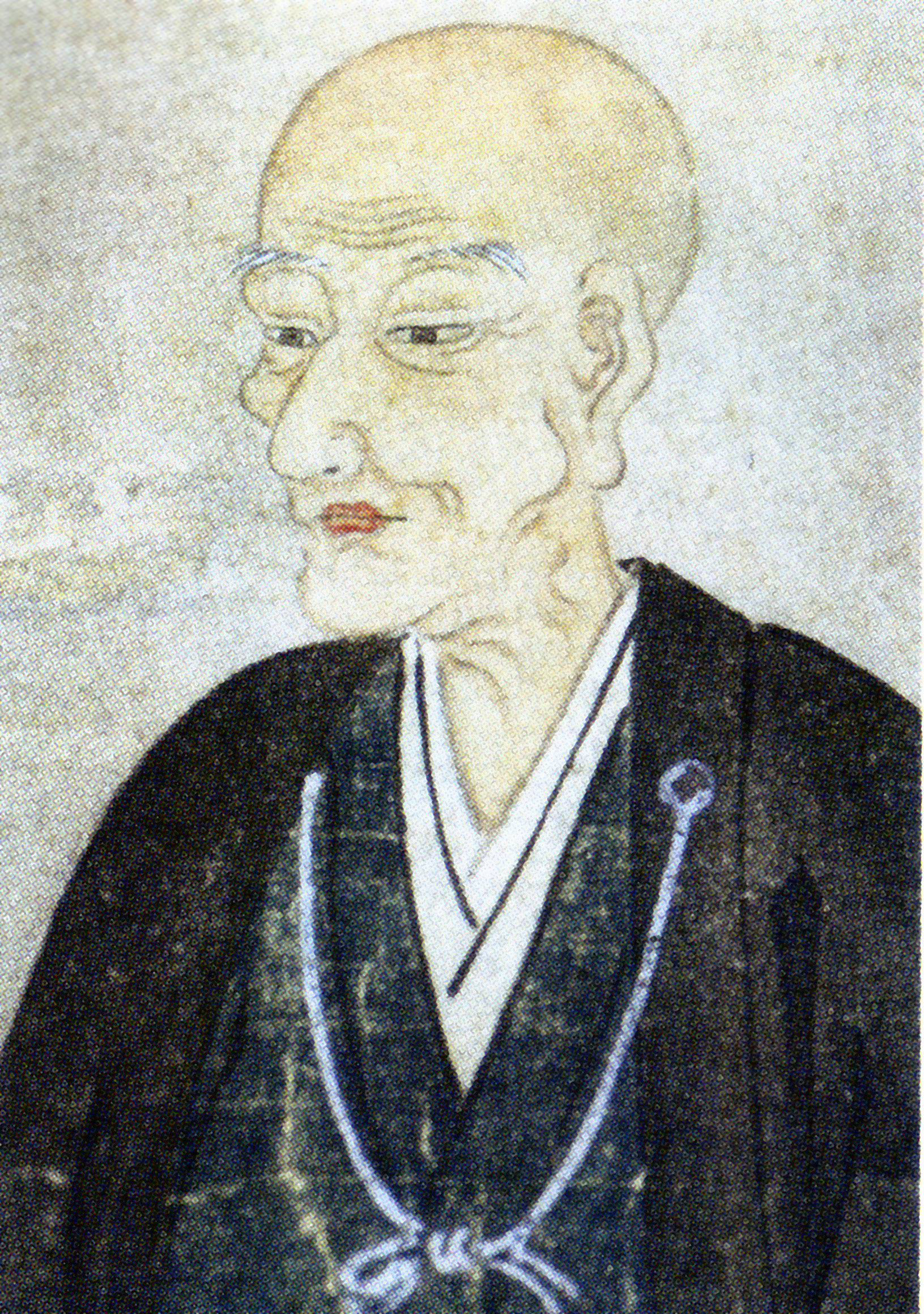
Matsudaira Harusato (Fumai), senhor de Matsue, mestre do chá

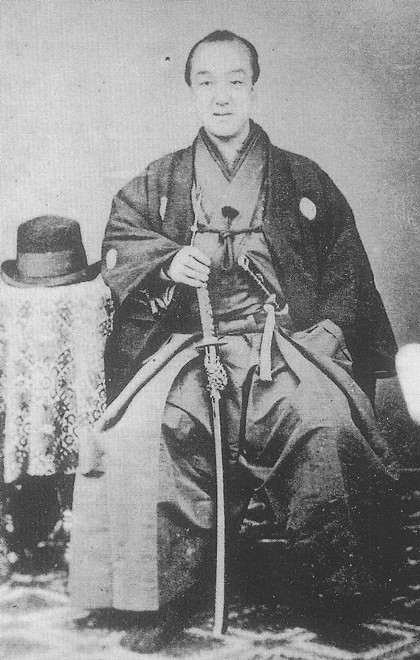
Matsudaira Yoritoshi, último senhor de Takamatsu
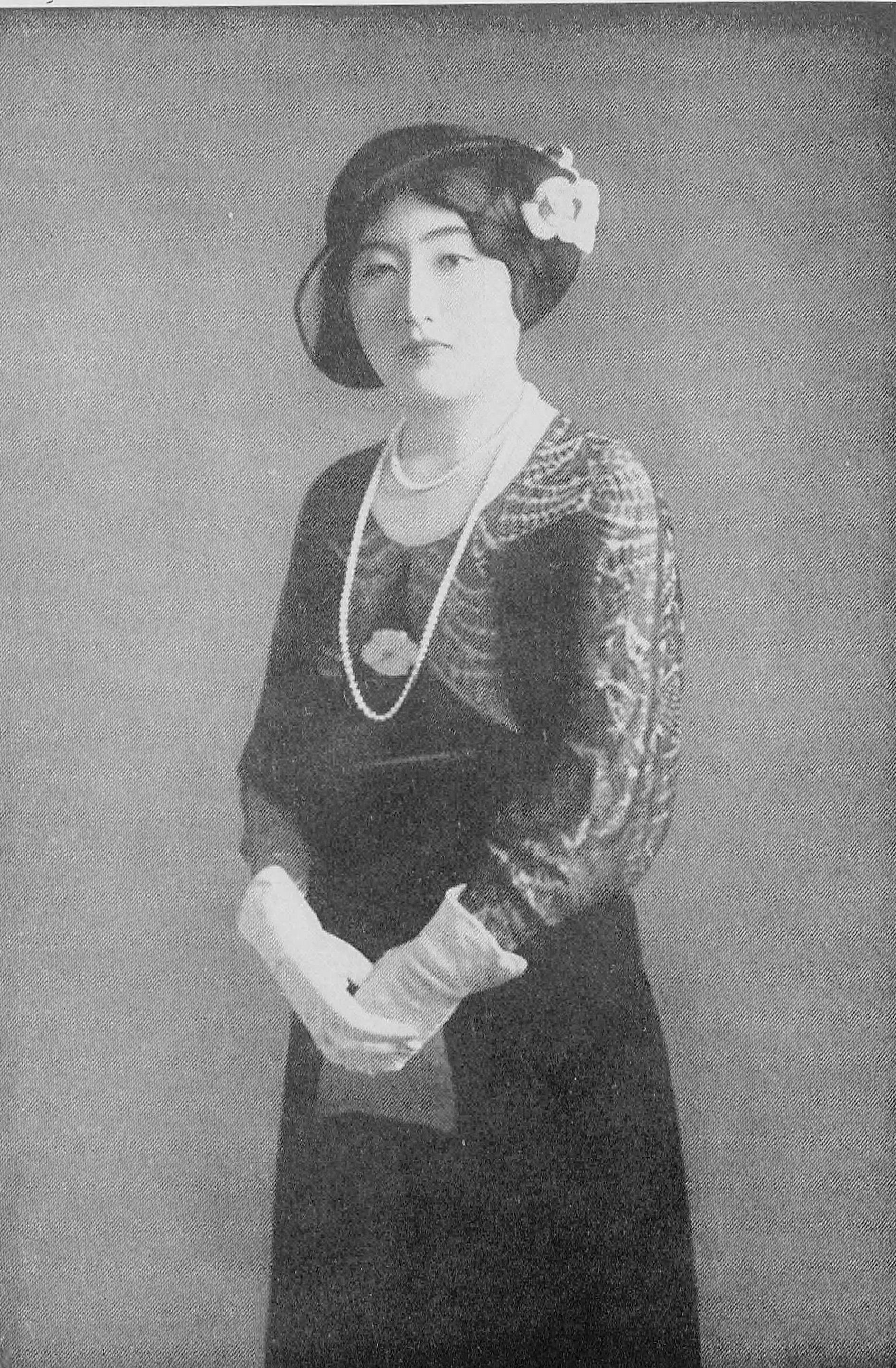
Princesa Chichibu (Matsudaira) Setsuko
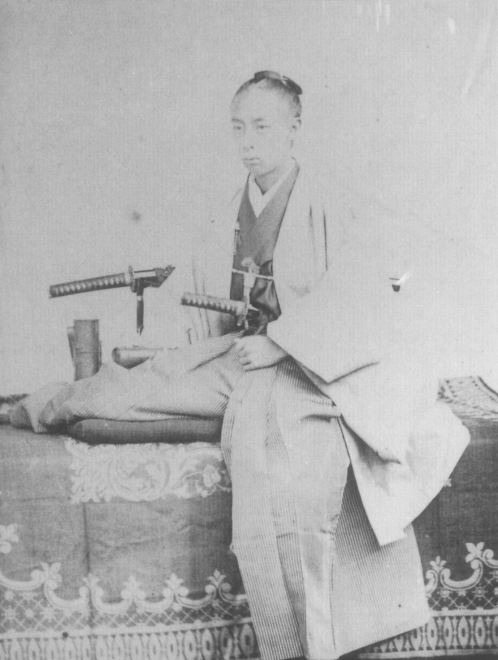
Matsudaira Tadanari, último senhor de Ueda
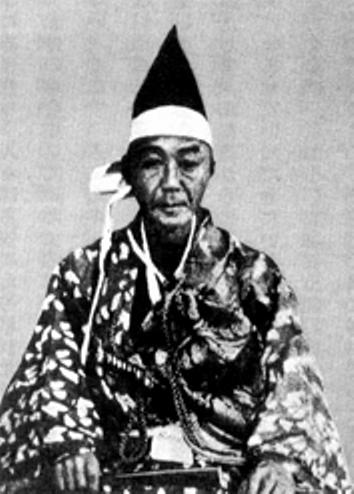
Nagai Naoyuki, filho do senhor de Okutono, Matsudaira Noritada